# برونو سانتوس دا سيلفا
برونو سانتوس دا سيلفا هو لاعب كرة قدم برازيلي، ولد في 31 أغسطس 1983 في ريو دي جانيرو في البرازيل. لعب مع نادي سيارا ونادي شاتورو ونادي فيغورينسي ونادي ليونغسكايل ونادي نورشوبينغ.